# Hans Gabriel Trolle-Wachtmeister
Hans Gabriel Trolle-Wachtmeister, född Wachtmeister 11 september 1782 i Trolle-Ljungby församling, Kristianstads län, död 11 juli 1871 i Ivetofta församling, Kristianstads län, var en svensk greve, ämbetsman, en av rikets herrar och justitiekansler.

## Biografi
Efter juridisk examen vid Uppsala universitet 1801 inskrevs Wachtmeister som auskultant i Svea hovrätt och året därefter som e.o. kanslist i justitierevisionsexpeditionen. Hans befordringar gick därefter så snabbt, att han, ännu inte myndig, 1802 utnämndes till protokollsekreterare, 1803 till adjungerad ledamot av Svea hovrätt samt 1805 till lagman i Skåne. 1809 förordnad till revisionssekreterare, befordrades han kort efter statsvälvningen, i vars förberedelser han spelat en ganska viktig roll, till justitiekansler, med vars ämbete chefskapet för justitierevisionen och säte i Kunglig Majestät då var förenade, och upphöjdes, då han lämnade denna befattning, 1817 till en av rikets herrar.
Redan vid faderns frånfälle 1810 innehavare av egendomarna Årup och Trolle-Ljungby bosatte han sig efter sin pensionering 1817 i Skåne för att ostörd ägna sig åt vetenskapliga sysselsättningar. 1840, när Karl XIV Johan ville liberalisera statsrådet, kallades han av kungen till justitiestatsminister, men undanbad sig denna post och fortsatte att, med undantag av en och annan kortare utrikes resa, vistas i sin födelseort till sin död.
I sin ungdom var Wachtmeister varmt intresserad av naturvetenskap. Han sysselsatte sig då huvudsakligen med zoologin. Senare, som justitiekansler, började han studera kemi under Berzelius. Denna vetenskap blev också framgent hans älsklingsämne, på samma gång hans förhållande av lärjunge till Berzelius knöt en vänskap, som underhölls ända till Berzelius död genom en aldrig avbruten brevväxling. Man har anmärkt, att greve Wachtmeister, om han varit född inom ett lägre stånd, inte uppfostrats till ämbetsman med en lysande bana i sikte, utan fått följa sin naturliga fallenhet, säkert skulle blivit en vetenskapsman av framstående rang.
Hans vetenskaplighet var dock under alla omständigheter så pass framstående, att Wachtmeister försvarade sin plats inom Vetenskapsakademien, där han blev invald 1821 och vid sin död var den äldste ledamoten, liksom han vid sin bortgång var den äldste med excellenstiteln, den äldste serafimerriddaren och den äldste svenske adelsmannen. Han var dessutom hedersledamot av Lantbruksakademien sedan 1821 och Vetenskapssocieteten i Uppsala sedan 1831. I Anteckningar och minnen, utgiven 1889 av Elof Tegnér, har Wachtmeister visat sig vara en frisinnad natur samt skarpsynt observatör av märkliga personer och händelser från sin samtid.

## Genealogi
Hans Gabriel Trolle-Wachtmeister var son till Carl Axel Trolle-Wachtmeister och brorson till Gustaf Wachtmeister. Han var gift första gången 1806 med friherrinnan Hedvig Amalia Charlotta Klinckowström, andra gången 1811 med friherrinnan Katarina Charlotta Leijonhufvud och tredje gången 1826 med friherrinnan Sigrid Margareta Charlotta Fleming. Sonen Axel Knut, 1812, var 1866–1883 landshövding i Kristianstads län och 1867–1875 dess representant i Första kammaren.